# Liste der Monuments historiques in Lusignan (Vienne)
Die Liste der Monuments historiques in Lusignan (Vienne) führt die Monuments historiques in der französischen Gemeinde Lusignan (Vienne) auf.

## Liste der Bauwerke
| Bezeichnung                 | Beschreibung                                                  | Standort                  | Kennzeichnung | Schutzstatus | Datum | Bild           |
| --------------------------- | ------------------------------------------------------------- | ------------------------- | ------------- | ------------ | ----- | -------------- |
| Markthalle                  | Erbaut 1853                                                   | (Lage)                    | PA00105798    | Inscrit      | 1990  |                |
| Burg                        | Erbaut im 11./12. Jahrhundert. im 19. Jahrhundert abgebrochen | (Lage)                    | PA86000005    | Inscrit      | 1997  | weitere Bilder |
| Maison du Gouverneur        | Erbaut im 17. Jahrhundert                                     | 25 rue Saint-Louis (Lage) | PA00105511    | Inscrit      | 1935  |                |
| Kirche Notre-Dame-St-Junien | Erbaut im 12. Jahrhundert                                     | (Lage)                    | PA00105510    | Classé       | 1962  | weitere Bilder |
| Fachwerkhaus                | Erbaut im 16. Jahrhundert                                     | 7, rue Notre-Dame (Lage)  | PA00105512    | Inscrit      | 1927  | weitere Bilder |
| Haus                        | Portal des 15. Jahrhunderts in Zweitverwendung                | 29 rue Saint-Louis (Lage) | PA00105513    | Inscrit      | 1935  |                |

## Liste der Objekte

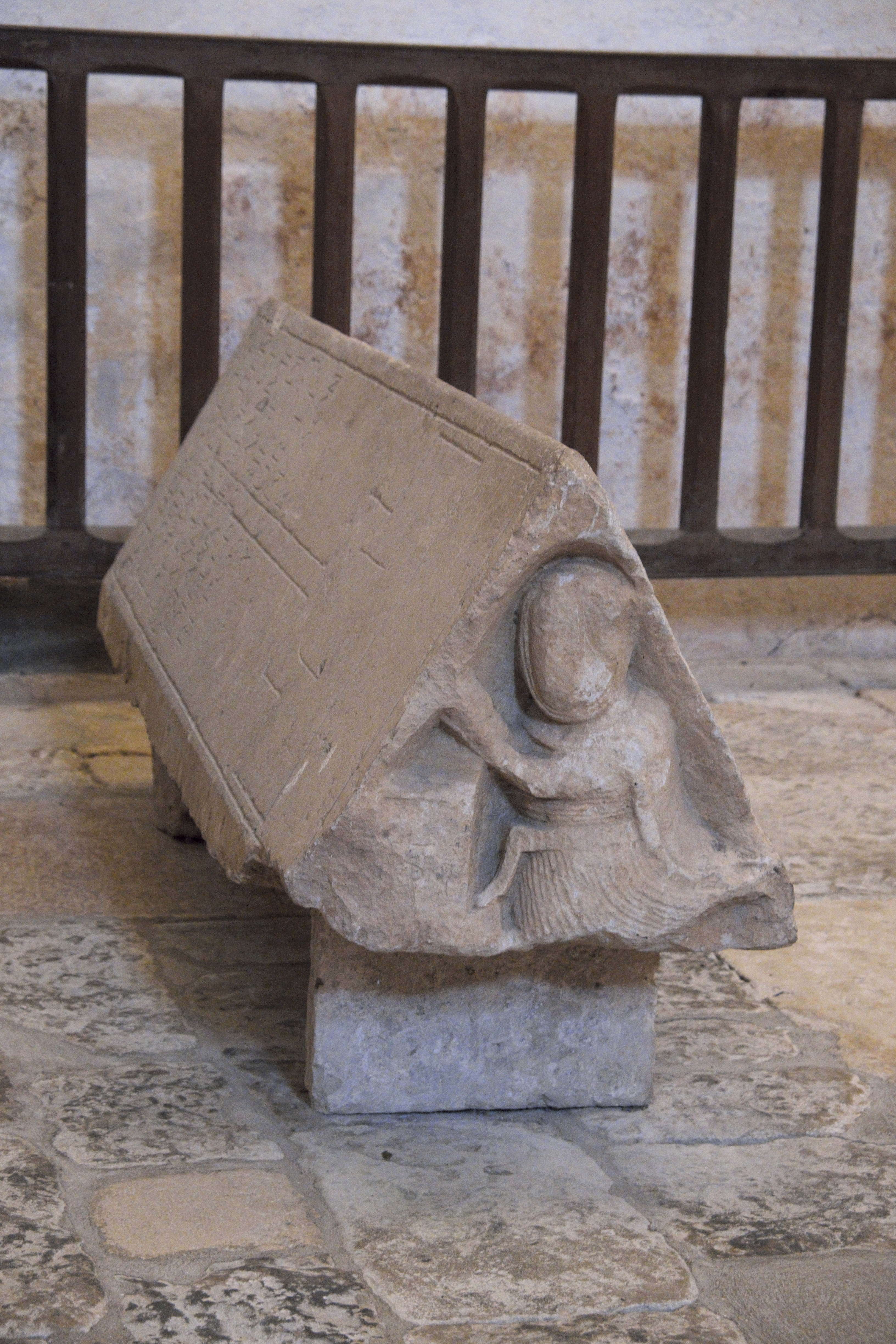
Sarkophag in der Kirche St-Junien

- Monuments historiques (Objekte) in Lusignan (Vienne) in der Base Palissy des französischen Kultusministeriums